# Isaac Massa
Isaac Abrahamsz. Massa (baptisé à Haarlem, le 7 octobre 1586 – mort vers 1643) est un voyageur, négociant en céréales et diplomate néerlandais (Provinces-Unies). Diplomate en Russie, il est l'auteur de mémoires témoignant des Temps des troubles, et de cartes d'Europe de l'Est et de Sibérie. Son expérience et sa connaissance de la Russie font de lui un spécialiste néerlandais de ce pays.

## Biographie
Isaac Massa est né dans une riche famille de marchands de soie qui, avant sa naissance, avait quitté Liège pour venir s'établir à Haarlem. Il aurait eu pour ancêtres des huguenots italiens ayant fui leur pays au début de la Réforme. « Massart » et « Massaert » sont d'autres graphies de leur nom.

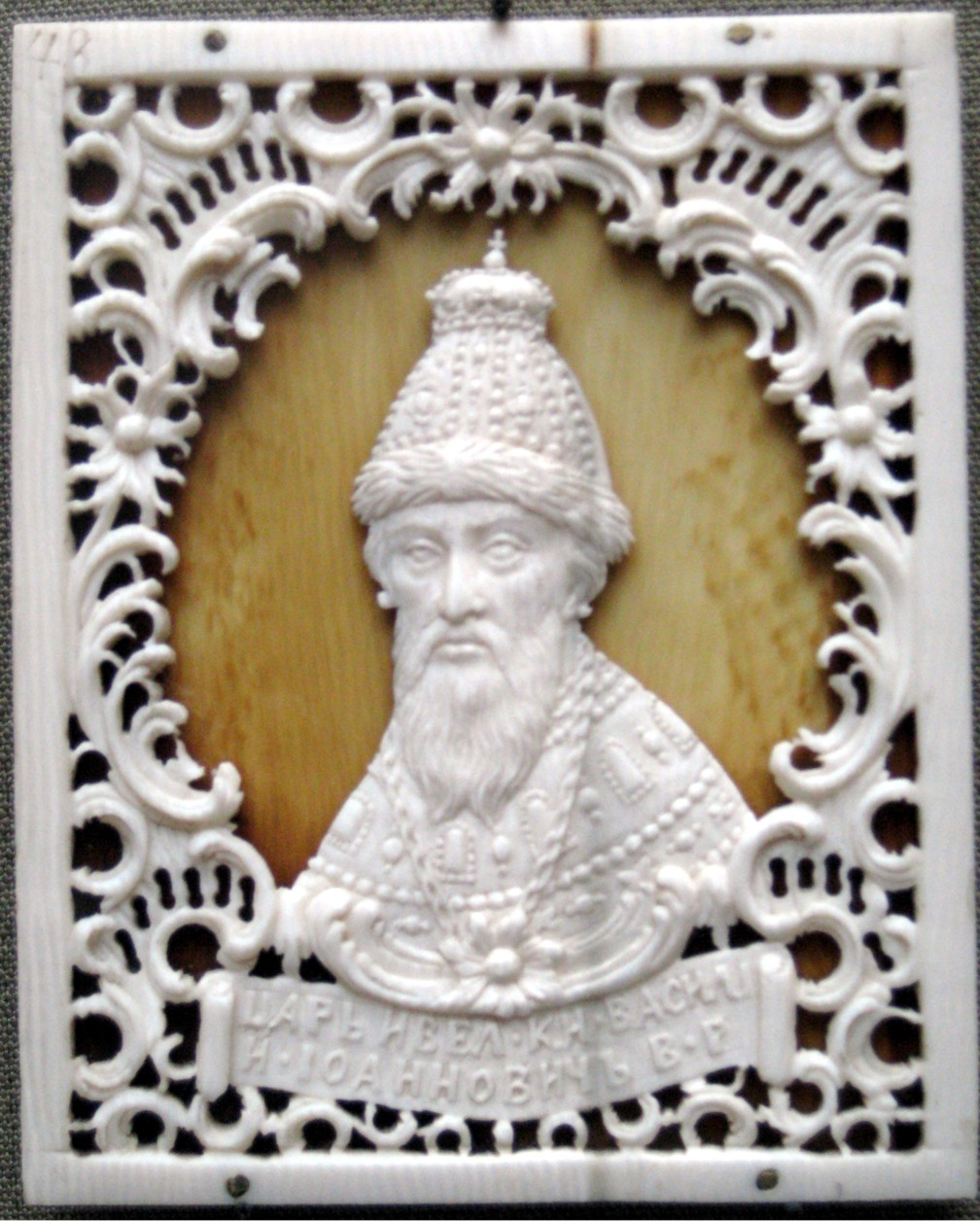
Portrait du tsar Vassili IV Chouiski (1552-1612). XVIIIe siècle.

En 1601, Isaac Massa part de Haarlem et se rend à Moscou où il participe aux affaires familiales. Massa est le témoin de la seconde moitié du règne de Boris Godounov qui devait déboucher sur une guerre civile, connue sous le nom de Temps des troubles. Il échappe à la prise de Moscou par Dimitri II et quitte la Russie en 1609, avant la chute du tsar Vassili IV Chouiski. De retour au pays, Massa publie des textes sur les événements politiques dont il a été le témoin, et d'autres concernant la géographie du nord de la Russie.
En 1614, Massa revient à Moscou, accompagné cette fois de ses frères. Il est envoyé par les États généraux du Royaume des Pays-Bas avec deux missions, d'une part obtenir un accord commercial exclusif similaire au récent traité conclu entre les Pays-Bas et l'Empire ottoman, et d'autre part étudier les routes commerciales jusqu'en Perse. Les Néerlandais, en effet, étaient désireux d'acheter en Perse non seulement des céréales mais aussi de la soie. Ces marchandises avaient, de la même manière, été exportées via Arkhangelsk. À cette époque, les Russes étaient très intéressés par des accessoires d'artillerie, tels le plomb et la poudre.
En moyenne, trente bateaux faisaient voile chaque année vers le port d'Arkhangelsk, proche de la mer Blanche. Malheureusement, en 1619, à la suite d'un incendie, la ville sera entièrement détruite, et Massa verra son stock disparaître dans les flammes. Comble de malchance, le bateau de Massa, lors de son voyage de retour, devra faire face à une violente tempête au large de la Laponie.
Le 25 avril 1622, Massa épouse à Haarlem Beatrix Van der Laen, la fille d'un bourgmestre de la ville. Quelque temps plus tard, en 1623-1624, les États généraux du Royaume des Pays-Bas lui demandent de devenir agent à Moscou. Cette nomination, cependant, suscite la controverse, et certains s'y opposent avec force. Il réussit par la suite à gagner l'attention de Gustave II Adolphe de Suède pour poursuivre le commerce de céréales avec la Russie. Tout en continuant à entretenir les relations entre la Russie et la Suède, il est anobli par le roi Gustave en 1625 en récompense de tous ses efforts. Un an plus tard, en 1626, il tente d'obtenir les droits exclusifs pour le commerce de céréales en provenance de Russie.

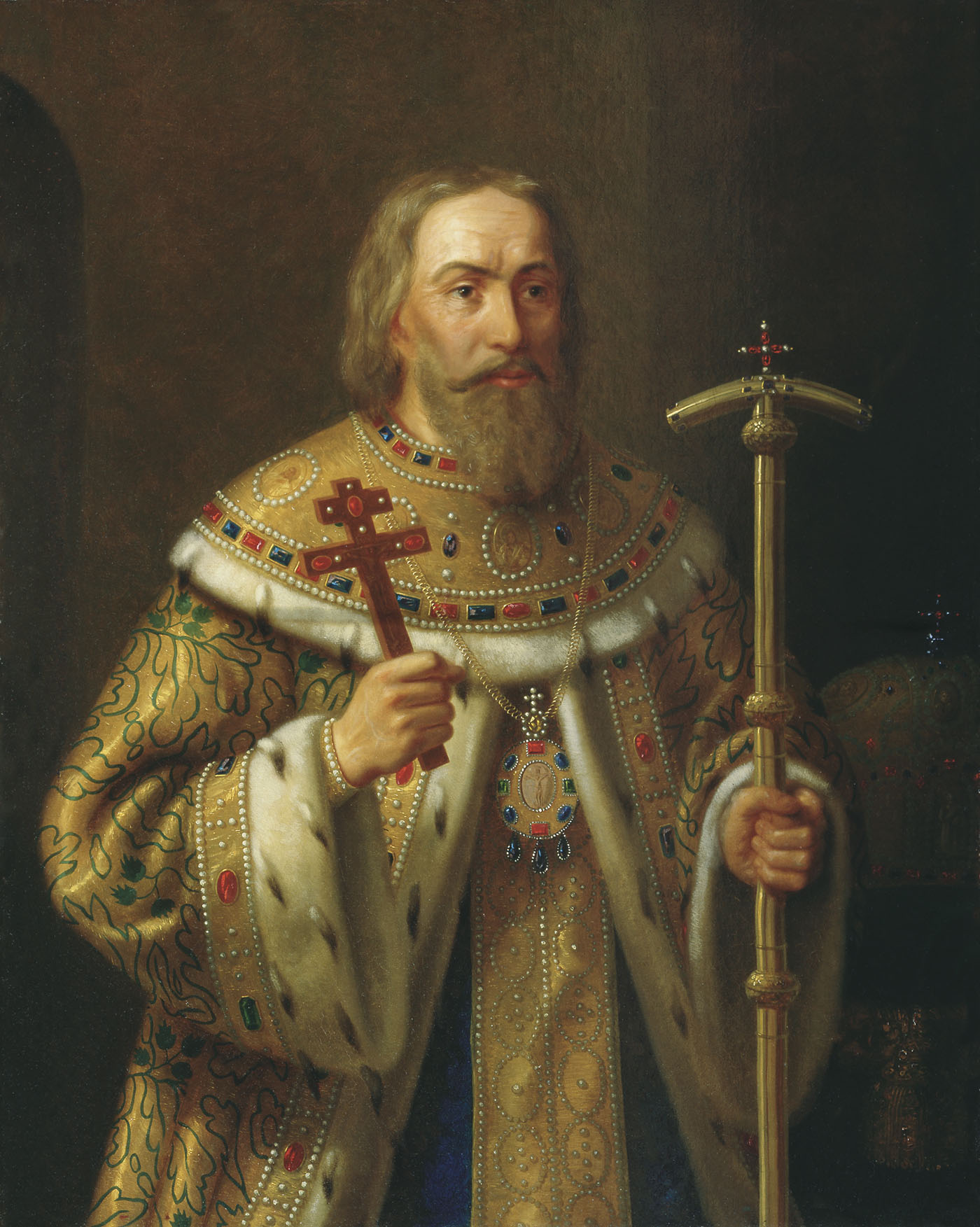
Portrait de Fédor Romanov (1553-1633), patriarche de Moscou sous le nom de Philarète.

Massa défend l'idée de créer un cartel comparable à la Compagnie de Moscovie anglaise, mais des difficultés internes aux Pays-Bas septentrionaux retardent la consolidation des négociants jusqu'en 1628. En 1629, un autre voyage de Massa l'emmène jusqu'à Moscou, où il prépare la voie pour son ami Elias Trip qui, entretemps, a démarré un consortium. Massa livre alors à Michel Ier de Russie et au père de celui-ci, Philarète (le patriarche de Moscou) des informations concernant les affaires internes de la République néerlandaise, de manière indiscrète, dans une tentative pour ternir la réputation de ses concurrents et de ses adversaires personnels.
La guerre qui se poursuit entre la Suède et la Pologne empêche le transit de céréales par Dantzig. Klenck, riche négociant en caviar et l'un des concurrents de Massa, obtient de la Russie l'autorisation d'exporter dix à douze cargaisons de farine de seigle. Dans le même temps, Trip fait mine d'agir pour le compte de la monarchie suédoise.
En 1630, le prix des céréales demeure extrêmement élevé en raison de la concurrence grandissante. Albert Burgh tente d'assurer un monopole pour la Ville d'Amsterdam, et des pays comme la Suède et l'Angleterre s'efforcent de faire de même. Les négociants russes, pour leur part, tâchent de réduire le trafic commercial en limitant l'importation et l'exportation via Arkhangelsk exclusivement. Durant les deux décennies qui suivront, les activités de Massa se partagent entre services diplomatiques et la gestion de ses propres affaires.

## Œuvre
Massa fait le récit des événements survenus entre 1601 et 1609, intitulé en néerlandais Een cort Verhael van Begin en Oorspronk deser tegenwoordighe Oorloogen en troeblen in Moscovia totten jare 1610 (i.e. « Un court récit du début et de l'origine des guerres et troubles actuels en Moscovie jusqu'en l'an 1610 »), récit qu'il présente au stathouder Maurice et qui sera réimprimé au XIXe siècle. En 1612-1613, Massa publie deux articles sur les événements russes et sur la géographie des territoires samoyèdes, accompagnés d'une carte de Russie, dans un almanach édité par Hessel Gerritsz. Ses notes sur ses divers voyages seront publiées, avec également des cartes, par Henry Hudson.

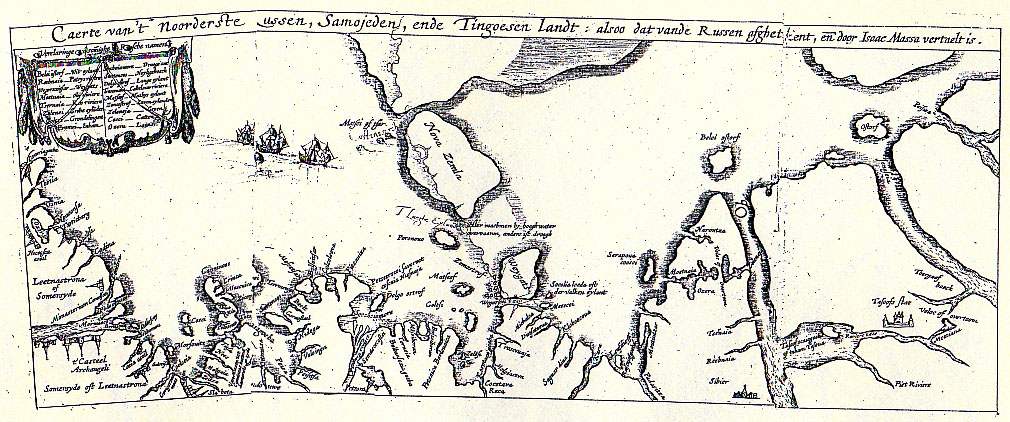
Caerte van't Noorderste Russen, Samojeden, ende Tingoesen Landt (i.e. « Carte du territoire le plus septentrional des Russes, Samoyèdes et Toungouses »).

Ces articles seront traduits et reproduits dans d'autres langues européennes sans mention du nom de l'auteur, étant donné que le nom de Massa ne figurait déjà plus dans les premières réimpressions en néerlandais. Les traductions les plus complètes sont celle en russe publiée en 1937 (rééditée en 1997) et celle en anglais publiée en 1982. Massa écrit avec l'idée sous-jacente que les péchés doivent inévitablement être expiés. Godounov, le faux Dimitri et la nation elle-même, tous ont payé pour leurs péchés mortels (Massa était persuadé que Godounov avait tué Fédor Ier et le vrai tsarévich Dimitri). Des sources russes considèrent Massa comme étant le moins partial parmi les témoins occidentaux contemporains, et comme quelqu'un de très bien informé (selon Jacob De la Gardie, Massa était « extrêmement doué pour apprendre les secrets d'autrui »).

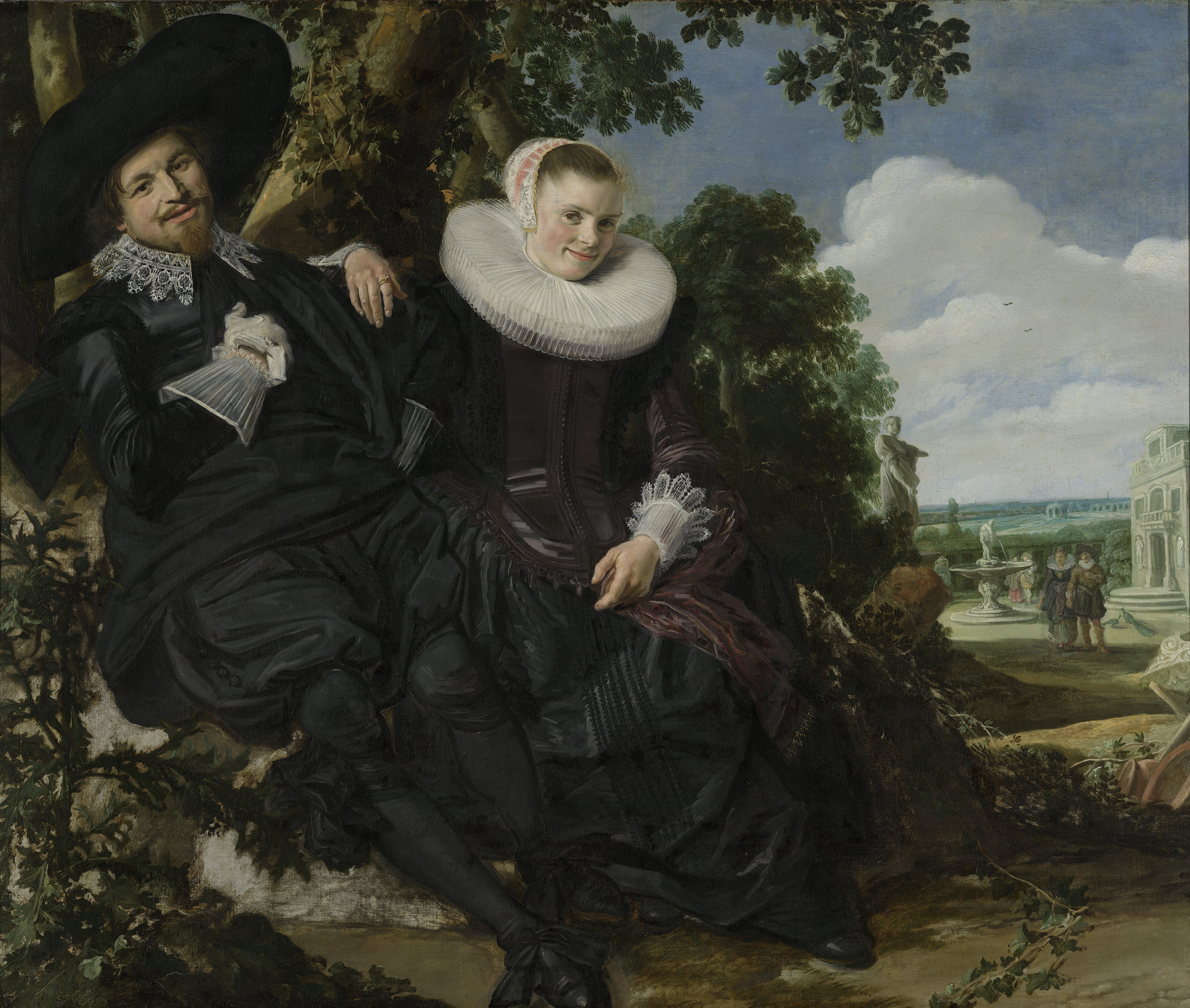
Portrait de mariage d'Isaac Massa et Beatrix Van der Laen, par Frans Hals, ca.1622, (Rijksmuseum, Amsterdam).

On attribue à Massa cinq cartes éditées de la Russie et de ses provinces, les dernières ayant été compilées vers 1633, et deux cartes de la ville de Moscou, comprenant le compte-rendu schématique de la bataille de 1606 entre les armées de Vassili Chouiski et d'Ivan Bolotnikov. Récupérer des cartes originales moscovites aurait pu se révéler dangereux pour Massa lui-même et fatal pour ses sources russes. La carte dressée par Massa de la côte de Sibérie constituait une avancée dans le domaine géographique et, durant plusieurs dizaines d'années, elle demeura la seule carte de cette région. Elle fut par la suite copiée par  Hondius, Jan Janssonius et Willem Blaeu.

## Peintures de Frans Hals
Massa est le sujet de deux portraits par Frans Hals – avec son épouse Beatrix Van Der Laen (1622) et seul (1626). Le premier est considéré comme une composition unique pour l'époque, réalisée sans doute à la demande de Massa lui-même.
Massa possédait une maison de campagne située près de Lisse, non loin de l'endroit où habitait son beau-frère, Adriaen Maertensz Block. Il était le mécène de Johannes Symonsz. Van der Beeck, autre peintre de Haarlem.

## Fondation Isaac Massa
La Fondation Isaac Massa à Groningue a pour but de stimuler les contacts scientifiques et culturels entre la fédération de Russie et les Pays-Bas.

## Sources
- (en) Marie-Christine Engels, Merchants, Interlopers, Seamen and Corsairs (1615-1635), Verloren, Hilversum, 1997  (ISBN 90-6550-570-9 et 97890-6550-570-5).
- (en) Ann Sutherland Harris, Seventeenth-Century Art and Architecture, Laurence King Publishing, 2005  (ISBN 1-85669-415-1 et 9781856694155).
- (en) Johannes Keuning, « Isaac Massa, 1586-1643 », dans Imago Mundi (Routledge), vol. 10 n° 1 (1953), p. 65-79.
- (nl) Peter W. Klein, De Trippen in de 17e eeuw : Een studie over het ondernemersgedrag op de Hollandse stapelmarkt, 1974.
- (en) Isaac Massa, A Short History of the Beginnings and Origins of These Present Wars in Moscow : Under the Reign of Various Sovereigns Down to the Year 1610, University of Toronto Press, 1982  (ISBN 0-8020-2404-1 et 9780802024046).
- (ru) Isaac Massa, О начале войн и смут в Московии (O nachale voyn i smut v Moscovii), Fond Sergeja Dubova, Moskva (Moscou), 1997  (ISBN 5-89486-001-6).
- (nl) Boris Raptschinsky, Uit de geschiedenis van den Amsterdamschen handel op Rusland in de XVIIe eeuw. Georg Everhard Kleinck, dans Jaarboek Amstelodamum, n° 34 (1937).
- (en) Guenther Schilder, « Development and Achievement of Dutch Northern and Arctic cartography in Sixteenth and Seventeenth Centuries », dans Arctic, vol. 37 n° 4 (1984), p. 495–514. (PDF)
- (nl) Johannes Gerard Van Dillen, Van Rijkdom en Regenten, La Haye, 1970.
- (en) Mariet Westermann, A Worldly Art : The Dutch Republic, 1585-1718, Yale University Press, 2004  (ISBN 0-300-10723-4 et 9780300107234).
- (nl) Eric Wijnroks, Handel tussen Rusland en de Nederlanden, 1560-1640 : Een netwerkanalyse van de Antwerpse en Amsterdamse kooplieden, handelend op Rusland, Verloren, Hilversum, 2003  (ISBN 90-6550-747-7).
- (en) David Woodward, Art and Cartography : Six Historical Essays, University of Chicago Press, 1987  (ISBN 0-226-90722-8 et 9780226907222).